# Amor de mis amores
Amor de mis amores és una pel·lícula de comèdia, drama i romanç mexicana de l'any 2014, produïda per Alex García, Santiago García Galván, Andrés Tagliavini, dirigida i escrita per Manolo Caro. L'argument es basa en la seva obra de teatre Un, dos, tres por mí y todos mis amores, protagonitzada per Sandra Echeverría, Sebastián Zurita, Marimar Vega, Erick Elías, Juan Pablo Medina i Mariana Treviño amb la participació especial de Itatí Cantoral, Lorena Velázquez, Lenny de la Rosa, Rossy de Palma i Arap Bethke.

## Sinopsi
Mentre Carlos viatja a Madrid a la recerca del seu millor amic, Javier, perquè sigui present en les seves noces, Lucía, la seva promesa, atropella per accident a Lleó, i d'aquesta trobada naixerà “l'amor a primera vista”, encara que Lluïa no sospita que ell està per casar-se en una setmana amb Ana, la que fins a aquest moment era “l'amor de la seva vida”.

## Repartiment
- Sandra Echeverría... Lucía
- Sebastián Zurita... León
- Marimar Vega... Ana
- Juan Pablo Medina... Carlos González
- Erick Elías... Javier González
- Mariana Treviño... Shayla
- Rossy de Palma... Dissenyadora
- Itatí Cantoral... Assaltant
- Lorena Velázquez... Mamà f'Ana
- Lenny de la Rosa... Amant de la Mamà d'Ana.
- Arap Bethke... xicot d'Andrea

## Producció
La pel·lícula fou produïda per la companyia dels germans Zurita Addiction House, i Itaca Films, i fou estrenada el 4 de setembre de 2014 a Mèxic.

## Nominacions
A la 44a edició de les Diosas de Plata Marimar Vega fou nominada al premi a la millor actriu i millor coactuació femenina.